# NGC 5037
NGC 5037 este o galaxie spirală situată în constelația Fecioara. A fost descoperită în 31 decembrie 1785 de către William Herschel. Se află la o distanță de 27,79 de megaparseci de Pământ.